# Хойнацкий, Казимеж
Казимеж Хойнацкий (пол. Kazimierz Chojnacki; 6 января 1921, деревня Тшцинец) — польский генерал, главный комендант гражданской милиции ПНР в 1971—1973.

## В воеводских комендатурах
Родился в крестьянской семье из Люблинского воеводства. Осенью 1944 поступил на службу в гражданскую милицию. Служил в комендантском взводе милиции Люблина, затем был заместителем поветового коменданта милиции Влодавы. В 1945 прослушал политические курсы в Лодзи. До 1951 возглавлял политорганы гражданской милиции и МОБ в Щецине, Белостоке, Кракове.
В 1951 прослушал курсы руководящего состава МОБ. После этого в звании капитана был назначен воеводским комендантом гражданской милиции Жешува. С 1954 по 1971 Казимеж Хойнацкий последовательно возглавлял воеводские комендатуры гражданской милиции в Быдгоще (1954—1962), Ополе (1962—1965), Познани (1965—1971).
С 1960 имел звание полковника гражданской милиции. Состоял в правящей компартии ПОРП.

## Преследования церкви
На милицейских постах Казимеж Хойнацкий демонстративно следовал политико-идеологическим установкам ПОРП. Особенно это касалось преследований польской католической церкви. В 1959 Хойнацкий принял активное участие в травле поручика СБ МВД Зенона Зелиньского, который позволил себе свадебное венчание в костёле. Несмотря на ритуальную самокритику и униженные самооправдания Зелиньского, Хойнацкий выдал ему негативную характеристику, обвинив в «идейной незрелости и политическом двуличии». Аналогичные обвинения предъявлял Хойнацкий заместителю коменданта милиции Грудзёндза поручику Ежи Климчуку, уличённому в допуске сына к католическому причастию (при том, что Климчук был известен как профессионал высокого класса, многого добившийся в борьбе с уголовной преступностью).
Наиболее известным действием Казимежа Хойнацкого являлось подавление католического протеста в торунском монастыре редемптористов 6 октября 1961. Партийно-административные власти решили изъять помещения монастырской семинарии в счёт налоговой задолженности католической общины. Решение принималось со значительными процедурными нарушениями. Монахи и представители католической общественности воспрепятствовали инвентаризации помещений.
К монастырю были стянуты наряды милиции, подразделения ЗОМО, формирования Корпуса внутренней безопасности и оперативная группа СБ — общей численностью более 1000 человек при двух десятках транспортных средств. Им противостояли около 3000 протестующих.
Руководил операцией полковник Хойнацкий как комендант быдгощской воеводской милиции. Вечером 6 октября, когда большинство протестующих разошлись, милиция атаковала оставшихся, применив дубинки. На следующий день милиция и ЗОМО установили контроль над монастырём.

## Кратковременный главный комендант
Польские события 1970/1971 — рабочие протесты и их силовое подавление — привели к смене партийно-государственного руководства ПНР. На посту первого секретаря ЦК ПОРП Владислава Гомулку сменил Эдвард Герек. Вынужден был уйти в отставку и главный комендант милиции Тадеуш Петшак, причастный к кровопролитию.
1 сентября 1971 главным комендантом гражданской милиции ПНР был назначен Казимеж Хойнацкий. Месяц спустя полковнику Хойнацкому было присвоено звание генерала бригады.
Жёсткий идеологический догматизм Хойнацкого не соответствовал социально-политическому маневрированию Герека. Во главе гражданской милиции Хойнацкий пробыл сравнительно недолго — менее двух лет, меньше чем любой другой главный комендант. 2 мая 1973 он был отправлен в отставку и заменён Марианом Яницким. Два месяца генерал Хойнацкий оставался в распоряжении МВД, после чего вышел на пенсию. С тех пор в общественно-политической жизни участия не принимал.

## Награды
За годы службы Казимеж Хойнацкий был награждён орденом «Знамя Труда», орденом Возрождения Польши, ведомственными медалями.
В 2000 Казимеж Хойнацкий и его жена Йолента указом президента Александра Квасьневского получили медаль «За долголетнюю супружескую жизнь».